# Yang Liwei (jugadora de basquet)
Yang Liwei (xinès simplificat: 杨力维, pinyin: Yáng Lìwéi; Kunming, Yunnan, 2 de gener de 1995) és una jugadora de bàsquet xinesa, internacional a la selecció nacional xinesa.
Amb la selecció ha jugat els Jocs Olímpics de Tòquio 2020, tres edicions dels Campionats del Món (2014, 2018, 2022) i tres edicions dels Campionats asiàtics (2015, 2019, 2021).
Al febrer de 2023, es va unir a Los Angeles Sparks de la Women's National Basketball Association (WNBA). Tanmateix, va abandonar l'equip el maig de 2023, després de jugar dos partits.